# Enrico De Nicola
Enrico De Nicola, italijanski pravnik, novinar in politik, * 9. november 1877, Neapelj, Kraljevina Italija, † 1. oktober 1959, Torre del Greco, Republika Italija.
Bil je začasni vodja države Italijanske republike od leta 1946 do 1948 in prvi predsednik Italije. To funkcijo je opravljal od 1. januarja do 12. maja 1948.